# Wappen der Estnischen SSR

Wappen der Estnischen SSR

Das Wappen der Estnischen SSR wurde in der Zeit des Bestehens der Estnischen SSR, einer Teilrepublik der Sowjetunion, verwendet.

## Geschichte
Es wurde am 1. Oktober 1940, kurz nach der Besetzung Estlands durch die Rote Armee und der Einverleibung in die Sowjetunion offiziell eingeführt.
Das Wappen wurde am 7. August 1990, ein Jahr vor Wiedererlangung der estnischen Unabhängigkeit, abgeschafft und durch das heutige Wappen der Republik Estland ersetzt.

## Beschreibung
Das Wappen hat eine runde Form. Im oberen Teil ist ein fünfzackiger, gelb umrandeter roter Stern abgebildet, der die Zugehörigkeit zum Kommunismus und die Hand des befreiten Menschen der klassenlosen Gesellschaft darstellen soll.
Im unteren Teil ist ein verflochtenes Band zu sehen, auf dem in der Mitte auf Estnisch Eesti NSV (für Eesti Nõukogude Sotsialistlik Vabariik, „Estnische Sozialistische Sowjetrepublik“) steht. Darüber steht links und rechts in estnischer bzw. russischer Sprache der Schlusssatz aus dem Manifest der Kommunistischen Partei: „Proletarier aller Länder, vereinigt euch!“ (Kõigi maade proletaarlased, ühinege! - Пролетарии всех стран, соединяйтесь!).
Links umschlingen Weizenstöcke die Mitte des Wappens. Rechts umschlingt ein grüner Strauch eines Nadelbaumes die Mitte. In der Mitte schwebt in Gold Hammer und Sichel, die als Symbol für die kommunistische Staatspolitik stehen. Unter diesem Symbol sieht man eine goldene aufgehende strahlende Sonne.  